# Holambra
Holambra est une municipalité brésilienne de l'État de São Paulo et la Microrégion de Campinas. Sa création résulte de l'immigration, après la seconde guerre mondiale, d'un demi-millier de néerlandais, originaire du Brabant-Septentrional. La ville (et la coopérative agricole associée, Cooperativa Agropecuária de Holambra) est créée le 14 juillet 1948, au lieu de la ferme Fazenda Ribeirão. Son nom est l'association des mots HOLland-AMerica-BRAzil. Au départ, les immigrants-agriculteurs souhaitaient produire du lait et des produits laitiers. Mais, le troupeau de bovins importé ne s'acclimata pas et fut décimé par les maladies tropicales. Les habitants optèrent alors pour l'élevage porcin et de poulets. Avec l'arrivée d'un nouveau groupe d'immigrants néerlandais en 1951, la culture des fleurs a commencé avec la production de glaïeuls. Depuis, la ville est surnommée la ville des fleurs et connue pour sa production florale et son exposition annuelle, Expoflora.
En 1991, à la suite d'un référendum où 98 % de la population s'exprima en faveur de l'autonomie, Holambra gagna le statut de ville en janvier 1993.
En 1998, la ville devient même Estância Turística (lieu touristique) du fait du nombre de touristes qui viennent annuellement.

## Religion
Le christianisme est présent dans la ville comme suit:

### Église Catholique
L'église catholique de la commune fait partie du Diocèse de Amparo.

### Église Protestante
Les croyances évangéliques les plus diverses sont présentes dans la ville, principalement pentecôtistes, notamment les Assemblées de Dieu brésiliennes (la plus grande église évangélique du pays),, Congrégation Chrétienne au Brésil, entre autres. Ces dénominations se développent de plus en plus dans tout le Brésil.